# Polygala guneri
Polygala guneri är en jungfrulinsväxtart som beskrevs av Yild.. Polygala guneri ingår i släktet jungfrulinssläktet, och familjen jungfrulinsväxter. Inga underarter finns listade i Catalogue of Life.